# سوسن قطره‌طلا
سوسن قطره‌طلا (نام علمی: Prosartes hookeri) نام یک گونه از سرده زنگوله‌های پری است.